# Tagavere (Saaremaa)
Koordinaten: 58° 31′ N, 22° 53′ O
Tagavere ist ein Dorf (estnisch küla) in der Landgemeinde Saaremaa (bis 2017: Landgemeinde Orissaare). Es liegt im Nordosten der größten estnischen Insel Saaremaa (deutsch Ösel).

## Beschreibung
Das Dorf hat 126 Einwohner (Stand 1. Januar 2011).
Aus Tagavere stammt der estnische Politiker Kalle Laanet (* 1965). Von 2005 bis 2007 war er Innenminister der Republik Estland.